# جوآنا آرانز
جوآنا آرانز (انگلیسی: Joana Arranz؛ زادهٔ ۱۴ اوت ۱۹۸۸) بازیکن فوتبال اهل اسپانیا است.
از باشگاه‌هایی که در آن بازی کرده‌است می‌توان به باشگاه فوتبال اتلتیک بیلبائو اشاره کرد.
وی همچنین در تیم ملی فوتبال Basque Country بازی کرده‌است.